# SCダーマーシュ
SCダーマーシュ・ギーラーン (ラテン文字:Sports Club Damash Gilan、ペルシア語: باشگاه ورزشی داماش گیلان) は、イラン・ギーラーン州のラシュトを本拠地とするサッカークラブである。現在はイラン・プロリーグに所属している。
ダーマーシュ・ギーラーンはバレーボールチームのダーマーシュ・ギーラーンVCも保有している。

## 歴史
2008年10月、アミール・マンスール・アーリヤー率いるアーリヤー投資会社が経営危機に陥っていたペガーフ・ギーラーンFCを買収し、ダーマーシュ・イーラーンFC代表であったアミール・アベディーニーが彼らのクラブライセンスを引き継いだ。2008-09シーズン、クラブの成績が低調なものに終わると、ホセイン・アブディーとスタンコ・ポクレポヴィッチは解任されビージャン・ゾルファガールナサブが新監督に就任したが、成績低迷を救うことはできずクラブは2部のアーザーデガーン・リーグに降格した。降格に際してアフシーン・チャヴォシー、モハンマドレザー・マフダヴィー、アドリアーノ・アウヴェスなどクラブの核となる選手を引き抜かれた2009-10シーズン、アミール・アベディーニーは1部チームで解任されていたフィールーズ・キャリーミーを招聘し、彼の教え子の選手も同時に引きぬいた。2009-10シーズンは昇格プレーオフに進んだものの、プレーオフでサナト・ナフトFCに敗れ昇格することはできなかった。2010-2011シーズン、ダーマーシュは以前の主力選手だったアフシーン・チャヴォシーやモハンマドレザー・マフダヴィーと再契約を果たし、スロベニア人のマリジャン・プシュニクを監督に迎えてシーズンを戦ったが、出だしから低調な成績であったため4週で監督を解任、コーチを務めていたペガーフ・ギーラーンキャプテンのアフシーン・ナーゼミーを監督に昇格させた。ナーゼミーはクラブの成績を建てなおしたものの、クラブは再度メフディー・ディーンヴァルザーデへと監督を交代した。2011年4月22日、ダーマーシュはシーズン終了まで2節を残してイラン・プロリーグ昇格を決めた。

## シーズン別の成績
| シーズン | ディヴィジョン | 順位 | ハズフィー・カップ |
| 2008–09  | IPL            | 17位 | 3回戦敗退          |
| 2009–10  | 1部            | 2位  | ベスト16           |
| 2010–11  | 1部            | 1位  | ベスト16           |
| 2011–12  | IPL            | 7位  | ベスト8            |
| 2012–13  | IPL            | 11位 | ベスト4            |
| 2013–14  | IPL            | 15位 | ベスト16           |

## 歴代監督
| - ビージャン・ゾルファガールナサブ (2008年10月-2008年11月) - ホセイン・アブディー (2008年11月-2009年1月) - スタンコ・ポクレポヴィッチ (2009年1月-2009年4月) - フィールーズ・キャリーミー (2009年7月-2010年6月) - マールカール・アーガージャーニヤーン (2010年6月-2010年7月) - マリジャン・プシュニク (2010年7月-2010年11月) - アフシーン・ナーゼミー (2010年11月-2010年12月) | - メフディー・ディーンヴァルザーデ (2010年12月-2011年9月) - エブラーヒーム・ガーセムプール (2011年9月-2012年1月) - メフディー・タールタール (2012年1月-2012年5月) - オミード・ハランディー (2012年5月-2012年9月) - ハミード・デラフシャーン (2012年9月-) - アフシーン・ナーゼミー (2013年3月-) |

## 歴代所属選手
- アリーレザー・ジャハーンバフシュ 2011-2013